# Campionati cechi di sci alpino 2014
I Campionati cechi di sci alpino 2014 si sono svolti a Špindlerův Mlýn il 30 marzo. Il programma includeva gare di supergigante, slalom gigante, slalom speciale e supercombinata, tutte sia maschili sia femminili, ma sono stati disputati soltanto i due slalom speciali.
Trattandosi di competizioni valide anche ai fini del punteggio FIS, hanno potuto partecipare anche sciatori di altre federazioni, senza che questo consentisse loro di concorrere al titolo nazionale ceco.

## Risultati

### Uomini

#### Supergigante
La gara, originariamente in programma il 1º aprile a Špindlerův Mlýn, è stata annullata.

#### Slalom gigante
La gara, originariamente in programma il 29 marzo a Špindlerův Mlýn, è stata annullata.

#### Slalom speciale
| Pos. | Atleta         | Nazione    | Tempo   |
| ---- | -------------- | ---------- | ------- |
| 1    | Kryštof Krýzl  | Rep. Ceca  | 1:31,79 |
| 2    | Filip Trejbal  | Rep. Ceca  | 1:32,45 |
| 3    | Martin Vráblík | Rep. Ceca  | 1:32,66 |
| 4    | Andreas Žampa  | Slovacchia | 1:33,73 |
| 5    | Ondřej Berndt  | Rep. Ceca  | 1:33,94 |
| 6    | Adam Kotzmann  | Rep. Ceca  | 1:36,18 |
| 7    | Gerald Geier   | Austria    | 1:36,91 |
| 8    | Jan Čermák     | Rep. Ceca  | 1:36,98 |
| 9    | Vojta Pršala   | Rep. Ceca  | 1:37,12 |
| 10   | Pavel Balcar   | Rep. Ceca  | 1:38,01 |

Data: 30 marzo

Località: Špindlerův Mlýn

1ª manche:

Ore: 

Pista: 

Partenza: 970 m s.l.m.

Arrivo: 790 m s.l.m.

Dislivello: 180 m

Tracciatore: Petr Lajkeb

2ª manche:

Ore: 

Pista: 

Partenza: 970 m s.l.m.

Arrivo: 790 m s.l.m.

Dislivello: 180 m

Tracciatore: Miloš Machytka

#### Supercombinata
La gara, originariamente in programma il 31 marzo a Špindlerův Mlýn, è stata annullata.

### Donne

#### Supergigante
La gara, originariamente in programma il 1º aprile a Špindlerův Mlýn, è stata annullata.

#### Slalom gigante
La gara, originariamente in programma il 28 marzo a Špindlerův Mlýn, è stata annullata.

#### Slalom speciale
| Pos. | Atleta              | Nazione    | Tempo   |
| ---- | ------------------- | ---------- | ------- |
| 1    | Martina Dubovská    | Rep. Ceca  | 1:37,32 |
| 2    | Tereza Kmochová     | Rep. Ceca  | 1:39,80 |
| 3    | Veronika Čamková    | Rep. Ceca  | 1:39,97 |
| 4    | Michaela Smutná     | Rep. Ceca  | 1:40,30 |
| 5    | Bára Straková       | Rep. Ceca  | 1:42,84 |
| 6    | Veronika Rudolfová  | Rep. Ceca  | 1:42,85 |
| 7    | Simona Sobeková     | Slovacchia | 1:45,90 |
| 8    | Alžběta Suchopárová | Rep. Ceca  | 1:49,31 |
| 9    | Helena Schrommová   | Rep. Ceca  | 1:49,39 |
| 10   | Nicole Hanáková     | Rep. Ceca  | 1:49,57 |

Data: 30 marzo

Località: Špindlerův Mlýn

1ª manche:

Ore: 

Pista: 

Partenza: 970 m s.l.m.

Arrivo: 790 m s.l.m.

Dislivello: 180 m

Tracciatore: Jano Dubovský

2ª manche:

Ore: 

Pista: 

Partenza: 970 m s.l.m.

Arrivo: 790 m s.l.m.

Dislivello: 180 m

Tracciatore: Radovan Pauláth

#### Supercombinata
La gara, originariamente in programma il 31 marzo a Špindlerův Mlýn, è stata annullata.